# Kenneth Raisma
Kenneth Raisma (* 3. April 1998 in Tartu) ist ein estnischer Tennisspieler.

## Karriere
Raisma spielte bis 2016 auf der ITF Junior Tour. In der Jugend-Rangliste erreichte er mit Rang 12 seine höchste Notierung. Bei Grand-Slam-Turnieren kam er im Einzel zweimal – 2016 in Melbourne und New York – unter die letzten Acht. Im Doppel gewann er im selben Jahr das Turnier in Wimbledon, wo er an der Seite von Stefanos Tsitsipas die favorisierten und topgesetzten Kanadier Félix Auger-Aliassime und Denis Shapovalov besiegte. Im Oktober des Jahres erreichte er sein Karrierehoch.
Bei den Profis spielte Raisma 2014 sein erstes Turnier auf der ITF Future Tour, 2015 erreichte er auf dieser sein erstes Halbfinale und damit die Top 1000 der Tennisweltrangliste. Im Doppel gewann er in diesem Jahr zudem die ersten zwei Titel. Schon 2014 wurde Raisma das erste Mal in die estnische Davis-Cup-Mannschaft einberufen, als er einen Sieg gegen San Marino beisteuerte. 2016 verhalf er der Mannschaft zum Aufstieg in die Kontinentalgruppe II. Den ersten Einzeltitel gewann er 2016 bei einem Future in seinem Heimatland. Dadurch stieg er in der Ranglist Anfang 2017 auf Platz 676, sein Karrierehoch. Im Doppel gewann er 2018 zwei und 2019 einen Future-Titel und erreichte 2019 seine höchste Platzierung von Rang 720. Auf der höherdotierten ATP Challenger Tour gewann Raisma bei keinem seiner wenigen Auftritte ein Match. Generell spielt er in seiner Karriere vor allem bei Turnieren rund um das Baltikum und nicht regelmäßig. 2021 war er Teil des Suchsdorfer SV in der 2. Tennis-Bundesliga, die abstieg. 2022 fiel er im Einzel und Doppel aus der Top 1000 der Weltrangliste.